# Copa Panamericana 2007
La Copa Panamericana  2007 fue un torneo amistoso de clubes de fútbol organizado por DirecTV entre el 16 de julio y el 22 de julio en el Estadio de la Universidad de Phoenix en Glendale, Arizona, Estados Unidos. Participaron seis equipos de cinco países. El campeón, Cruz Azul, recibió 250 000 dólares estadounidenses.
No tiene relación con el planeado torneo de 2002.

## Clubes participantes
| Equipos participantes | Equipos participantes |
| --------------------- | --------------------- |
| Alianza Lima          | Caracas               |
| América               | Cruz Azul             |
| Boca Juniors          | Deportivo Cali        |

## Fase de grupos

### Grupo 1
| Equipo       | Pts | PJ | PG | PE | PP | GF | GC | Dif |
| ------------ | --- | -- | -- | -- | -- | -- | -- | --- |
| Boca Juniors | 6   | 2  | 2  | 0  | 0  | 3  | 0  | 3   |
| América      | 3   | 2  | 1  | 0  | 1  | 2  | 1  | 1   |
| Alianza Lima | 0   | 2  | 0  | 0  | 2  | 0  | 4  | −4  |

| 16 de julio de 2007 | Alianza Lima | 0:2 (0:0) | Boca Juniors             | Estadio de la Universidad de Phoenix, Glendale |  |
| 18:00               |              |           | Boselli 85' · Dátolo 89' |                                                |  |

| 18 de julio de 2007 | América        | 2:0 (0:0) | Alianza Lima | Estadio de la Universidad de Phoenix, Glendale |                     |
| 18:00               | Insúa 51', 73' |           |              | Árbitro(s): R. Here                            | Árbitro(s): R. Here |

| 20 de julio de 2007 | Boca Juniors | 1:0 (1:0) | América | Estadio de la Universidad de Phoenix, Glendale |                             |
| 18:00               | Palermo 7'   |           |         | Árbitro(s): Hilario Grajeda                    | Árbitro(s): Hilario Grajeda |

### Grupo 2
| Equipo         | Pts | PJ | PG | PE | PP | GF | GC | Dif |
| -------------- | --- | -- | -- | -- | -- | -- | -- | --- |
| Cruz Azul      | 4   | 2  | 1  | 1  | 0  | 3  | 2  | 1   |
| Deportivo Cali | 4   | 2  | 1  | 1  | 0  | 1  | 0  | 1   |
| Caracas        | 0   | 2  | 0  | 0  | 2  | 2  | 4  | −2  |

| 16 de julio de 2007 | Cruz Azul | 0:0 | Deportivo Cali | Estadio de la Universidad de Phoenix, Glendale |                             |
| 20:00               |           |     |                | Árbitro(s): Fernando Galván                    | Árbitro(s): Fernando Galván |

| 18 de julio de 2007 | Caracas                   | 2:3 (0:1) | Cruz Azul                  | Estadio de la Universidad de Phoenix, Glendale |                          |
| 20:00               | Vielma 77' · Espinoza 84' |           | López 36' · Sabah 70', 79' | Árbitro(s): Niko Bratsis                       | Árbitro(s): Niko Bratsis |

| 20 de julio de 2007 | Deportivo Cali | 1:0 (1:0) | Caracas | Estadio de la Universidad de Phoenix, Glendale |  |
| 20:00               | Valdés 1'      |           |         |                                                |  |

## Final
| 25         | POR        | Pablo Migliore      |     |
| 16         | DEF        | Juan Krupoviesa     | 58' |
| 2          | DEF        | Matías Silvestre    |     |
| 13         | DEF        | Facundo Roncaglia   |     |
| 20         | DEF        | Jonatan Maidana     |     |
| 8          | MED        | Pablo Ledesma       | 74' |
| 5          | MED        | Sebastián Battaglia |     |
| 19         | MED        | Neri Cardozo        | 69' |
| 23         | MED        | Jesús Dátolo        |     |
| 17         | DEL        | Mauro Boselli       |     |
| 9          | DEL        | Martín Palermo      |     |
| Entrenador | Entrenador | Miguel Ángel Russo  |     |

| 1          | POR        | Oscar Pérez      |     |
| 21         | DEF        | Denis Caniza     | 63' |
| 3          | DEF        | Joel Huiqui      |     |
| 17         | DEF        | Roberto Juárez   |     |
| 16         | DEF        | Rogelio Chávez   |     |
| 26         | MED        | Gabino Velasco   |     |
| 5          | MED        | Israel López     |     |
| 23         | MED        | Gerardo Lugo     |     |
| 9          | DEL        | Richard Núñez    | 85' |
| 19         | DEL        | César Delgado    |     |
| 11         | DEL        | Miguel Sabah     | 86' |
| Entrenador | Entrenador | Sergio Markarián |     |

| 3  | DEF | Claudio Morel   | 58' |
| 15 | MED | Álvaro González | 69' |
| 23 | DEF | Bruno Urribarri | 74' |

| 8  | DEF | Carlos Bonet     | 63' |
| 7  | MED | Cristian Riveros | 85' |
| 51 | DEL | Luis Orozco      | 86' |

| Anotado | 26' | Mauro Boselli | 1-0 |

| Anotado | 45' | Israel López  | 1-1 |
| Anotado | 72' | César Delgado | 1-2 |
| Anotado | 83' | Israel López  | 1-3 |

| Amonestado | 44' | Matías Silvestre |
|            |     |                  |

| Amonestado | 68' | Gabino Velasco |

| Árbitro | Ricardo Hero |

| 25         | POR        | Pablo Migliore      |     |
| 16         | DEF        | Juan Krupoviesa     | 58' |
| 2          | DEF        | Matías Silvestre    |     |
| 13         | DEF        | Facundo Roncaglia   |     |
| 20         | DEF        | Jonatan Maidana     |     |
| 8          | MED        | Pablo Ledesma       | 74' |
| 5          | MED        | Sebastián Battaglia |     |
| 19         | MED        | Neri Cardozo        | 69' |
| 23         | MED        | Jesús Dátolo        |     |
| 17         | DEL        | Mauro Boselli       |     |
| 9          | DEL        | Martín Palermo      |     |
| Entrenador | Entrenador | Miguel Ángel Russo  |     |

| 1          | POR        | Oscar Pérez      |     |
| 21         | DEF        | Denis Caniza     | 63' |
| 3          | DEF        | Joel Huiqui      |     |
| 17         | DEF        | Roberto Juárez   |     |
| 16         | DEF        | Rogelio Chávez   |     |
| 26         | MED        | Gabino Velasco   |     |
| 5          | MED        | Israel López     |     |
| 23         | MED        | Gerardo Lugo     |     |
| 9          | DEL        | Richard Núñez    | 85' |
| 19         | DEL        | César Delgado    |     |
| 11         | DEL        | Miguel Sabah     | 86' |
| Entrenador | Entrenador | Sergio Markarián |     |

| 3  | DEF | Claudio Morel   | 58' |
| 15 | MED | Álvaro González | 69' |
| 23 | DEF | Bruno Urribarri | 74' |

| 8  | DEF | Carlos Bonet     | 63' |
| 7  | MED | Cristian Riveros | 85' |
| 51 | DEL | Luis Orozco      | 86' |

| Anotado | 26' | Mauro Boselli | 1-0 |

| Anotado | 45' | Israel López  | 1-1 |
| Anotado | 72' | César Delgado | 1-2 |
| Anotado | 83' | Israel López  | 1-3 |

| Amonestado | 44' | Matías Silvestre |
|            |     |                  |

| Amonestado | 68' | Gabino Velasco |

| Árbitro | Ricardo Hero |

|                               |
| Bandera de México             |
| Campeón Cruz Azul 1.er título |

## Estadísticas
| Pos. | Equipo         | Pts | PJ | PG | PE | PP | GF | GC | Dif. | Rend.  |
| ---- | -------------- | --- | -- | -- | -- | -- | -- | -- | ---- | ------ |
| 1    | Cruz Azul      | 7   | 3  | 2  | 1  | 0  | 6  | 3  | 3    | 70,00% |
| 2    | Boca Juniors   | 6   | 3  | 2  | 0  | 1  | 4  | 3  | 1    | 66,66% |
| 3    | Deportivo Cali | 4   | 2  | 1  | 1  | 0  | 1  | 0  | 1    | 66,66% |
| 4    | América        | 3   | 2  | 1  | 0  | 1  | 2  | 1  | 1    | 50,00% |
| 5    | Caracas        | 0   | 2  | 0  | 0  | 2  | 2  | 4  | −2   | 0,00%  |
| 6    | Alianza Lima   | 0   | 2  | 0  | 0  | 2  | 0  | 4  | −4   | 0,00%  |

## Goleadores
| Jugador        | Selección      | Goles |
| -------------- | -------------- | ----- |
| Israel López   | Cruz Azul      | 3     |
| Federico Insúa | América        | 2     |
| Miguel Sabah   | Cruz Azul      | 2     |
| Mauro Boselli  | Boca Juniors   | 2     |
| Jesús Dátolo   | Boca Juniors   | 1     |
| Leonel Vielma  | Caracas        | 1     |
| Ever Espinoza  | Caracas        | 1     |
| Martín Palermo | Boca Juniors   | 1     |
| Diego Valdés   | Deportivo Cali | 1     |
| César Delgado  | Cruz Azul      | 1     |